# Abaqus
Abaqusは、アメリカRhode IslandのHKS社により開発された有限要素解析を行うプロプライエタリソフトウェアである。現在はダッソー・システムズがSIMULIAブランド名で開発・販売している。「ABAQUS」というネーミングはギリシャ語のabox(ἄβαξ)に由来しており、「砂をかぶった板」を意味する。ギリシャでは板にしきつめた砂の上に数字を書き計算していた。これが転じて中国算盤abacusの語源となっている。もともとは全て大文字であったが、標章変更により「Abaqus」となった。トレードマークもいわゆる中国算盤の図柄であったが現在は単純化した算盤風のマークとなっている。

## 概要
Abaqusプロジェクトは、Abaqus/Standard、Abaqus/Explicit、Abaqus/CAEの３つからなっている。
Abaqus/Standardは陰解法を用いて有限要素解析を行う一般的なソルバーであり、Abaqus/Explicitは陽解法を用いて高度非線形過渡運動や準静的解析を行う。Abaqus/CAEはFOX toolkitを用いた統合モデリング（前処理）環境と可視化（後処理）環境を提供するGUIである。
AbaqusはPythonにより記述されており、自動車、航空宇宙、工業製品などの産業で広く使用されている。
また、モデリングのキャパビリティの広さやカスタマイズ可能なことから、学術研究でも広く利用されている。